# FreeOTP
FreeOTPはワンタイムパスワードを用いた二要素認証のためのアプリケーションである。回数ベース（HOTP）と時間同期方式（TOTP）の両方に対応しており、手動のほかにQRコードを用いた設定にも対応している。

## 概要
FreeOTPはGoogle Authenticatorの代替実装としてRed Hatによって開発が行なわれており、Apache2.0のライセンスで提供されている二要素認証のためのオープンソースソフトウェアである。Google Authenticatorが表向きはGoogleアカウントの認証用のソフトウェアであるのに対し、FreeOTPはプラットフォーム中立であり様々なサービスの二要素認証に公式に対応している。AndroidとiOSで使用可能である。